# Связь (фильм, 1996)
«Связь» (англ. Bound) — американский художественный фильм 1996 года в жанре неонуар, первая режиссёрская работа дуэта Вачовски.

## Сюжет
Во вступительной сцене главная героиня Корки приходит в себя в комнате избитая и связанная. Она вспоминает недавние события. Корки недавно вышла из тюрьмы, где провела 5 лет. Женщина берётся делать ремонт в квартире 1003, рядом с квартирой мафиозо Сизара. Она знакомится с ним и его любовницей Вайолет. Корки и Вайолет влюбляются друг в друга и начинают тайно встречаться.
Бизнесмен Шейли задолжал мафии $2 млн. Сизар и Джонни Марцони пытают Шейли в ванной квартиры Сизара. Шейли отвозят к тайнику. Джонни случайно расстреливает Шейли, после чего найденные деньги оказываются запачканы кровью. Сизар с любовницей вынуждены всю ночь мыть, сушить купюры и после упаковать их в кейс. Вайолет переживает и ищет утешения в близости с Корки. У женщин возникает план: украсть деньги и начать новую жизнь. Корки, впрочем, не сразу соглашается, так как ей придётся полностью довериться соучастнице, к чему она со своим тюремным прошлым не привыкла. Корки соглашается, приняв во внимание при разработке плана, что Сизар и Джонни друг друга не переносят. По плану, Сизар готовится к прибытию Джонни и его отца босса чикагской мафии Джино Марцони, для передачи денег. Пока он отдыхает, ожидая гостей, Вайолет «случайно» разбивает единственную бутылку любимого виски Джино. Она выходит из квартиры купить спиртное, одновременно впуская туда Корки. Бывшая уголовница проникает в кабинет хозяина и завладеет содержимым кейса, заменив его газетами. Вернувшаяся Вайолет, обеспечившая себе, тем самым, алиби, сообщит Сизару, что якобы видела внизу выходящего из вестибюля Джонни. По расчетам сообщниц, Сизар бросится к кейсу, обнаружит, что деньги пропали и сам пустится в бега.
Всё так и происходит, до момента открытия кейса. Вместо того, чтобы сбежать, Сизар решает разобраться с Джонни, полагая, что тот обманул его. Разговор с гостями заканчивается тем, что Сизар, потеряв контроль над собой, расстреливает Джонни и Джино. Заметив, как Вайолет говорит по телефону с Корки, Сизар чувствует неладное. Он начинает избивать Вайолет и останавливает Корки, которая бросается в его квартиру, пытаясь спасти любимую. Сизар избивает и связывает обоих. Он заставляет Корки признаться, где в соседней квартире спрятано украденное. Тем временем в квартиру прибывает помощник Джино — Микки, который ищет исчезнувшего босса мафии. Импровизируя на ходу, Вайолет разыгрывает перед ним сцену, что мафиози попали в аварию. Микки уходит. Вайолет сбегает, успевая позвонить Микки и сообщить, что Сизар украл деньги и заставил её разыграть сцену. После Вайолет, у которой остался пистолет Сизара, возвращается в квартиру и стреляет в него.
В финале Микки, который был неравнодушен к Вайолет, обещает разобраться со всем, не привлекая полицию. Вайолетт и Корки сидят в машине и строят планы.

## В ролях
| В ролях               |  | Персонаж           |
| --------------------- |  | ------------------ |
| Дженнифер Тилли       |  | Вайолет            |
| Джина Гершон          |  | Корки              |
| Джо Пантолиано        |  | Сизар              |
| Кристофер Мелони      |  | Джонни Марцони     |
| Ричард Сарафьян       |  | Джино Марцони      |
| Джон Райан            |  | Микки Мальнато     |
| Кевин Майкл Ричардсон |  | второй полицейский |

## Награды
Фильм получил следующие награды:
| Награды                             | Награды | Награды                              | Награды                                | Награды                               |
| ----------------------------------- | ------- | ------------------------------------ | -------------------------------------- | ------------------------------------- |
| Фестиваль / Премия                  | Год     | Награда                              | Категория                              | Победитель                            |
| Fantasporto                         | 1997    | International Fantasy Film Award     | Лучшая актриса Лучший фильм            | Дженнифер Тилли Энди и Ларри Вачовски |
| GLAAD Media Awards                  | 1997    | GLAAD Media Award                    | Outstanding Film — Wide Release        | «Связь»                               |
| Кинофестиваль «Аутфест»             | 1996    | Grand Jury Award — Honorable Mention | Outstanding American Narrative Feature | Энди и Ларри Вачовски                 |
| Национальный совет кинокритиков США | 1996    | Special Recognition                  | For excellence in filmmaking           | «Связь»                               |
| Stockholm Film Festival             | 1996    | Honorable Mention                    |                                        | Энди и Ларри Вачовски                 |